# Градина (Нови Раковац)
Градина је вишеслојни археолошки локалитет који се налази у селу Раковац, (општина Беочин), на Фрушкој гори и припада категорији споменика културе од великог значаја.
Систематска археолошка ископавања овог налазишта вршена су од 1963. до 1978. године и са прекидима још увек трају. 
Најстарији слојеви на локалитету припадају старијем гвозденом добу и у њима су откривени остаци земљаног утврђења.
У слоју који припада римском периоду откривени су остаци хипокауста и покретан материјал.
Током систематског истраживања Градине откривене две фазе средњовековне цркве. Првој фази припада романичка црква са полукружним апсидама и криптом. Другој фази припада готичка црква, која је делимично изграђена на основи старије, са тространом апсидом са контрафорима.
У 15. веку се на овом простору налазио манастир опасан бедемом и шанцем, који је током 16. века уништен.

## Археолошки локалитет Градина - Домбо - Манастир Светог Ђорђа
На локалитету Градина пронађени су остаци средњовековног манастирског комплекса Светог Ђорђа. Изградња базилике је вероватно започета почетком 12. века. Храм је у архитектонском погледу био тробродна базилика са темплоном византијске иконографије као њеним средишњим и визуелно јединственим елементом. Истовремено са манастиром подигнута је и парохијска црква. С обзиром да је на власти у Угарској почетком 12. века био краљ Коломан, који је водио политику коегзистенције са Византијом, приметан је утицај византијске архитектуре. Вероватно су за подизање првобитног темплона, истовремено са изградњом базилике ангажовани мајстори/уметници/архитекте са простора Византије. У манастиру су били грчки/византијски монаси, одржаван је источни обред, и он је свакако био у надлежности православне Сремске епископије.У манастирском комплексу се формирала и некропола датована у 12. век на основу новца пронађеног у гробовима.
У првој четвртини 13. века манастир и парохијску цркву је преузео монашки ред Бенедиктинаца. По преузимању манастира направљене су измене: подизање другог темплона, интервенције у ентеријеру, доградња/обнова звоника. Новооснована опатија припојена је вероватно печујској надбискупији, а нешто касније сремској бискупији.Манастир Светог Ђорђа и парохијска црква Свих Светих по први пут се спомињу у изворима 1237. године. Оба света места су разрушена током најезде Татара, и затим обновљена у готском стилу.
Међу посебно драгоцене налазе са локалитета Градина-Домбо убрајају се византијске иконе од ливене бронзе из 12. века - икона Христа на престолу, Богородице Заступнице, Светог Ђорђа, Богородице на престолу и Светог Николе и Светог Василија. Иконе се налазе на сталној поставци Музеја Војводине у Новом Саду.

## Галерија
- Икона Христа Пантократора
- Икона Светог Ђорђа
- Икона Богородице на престолу